# Germacrène
Les germacrènes sont une classe d'hydrocarbures organiques volatils de formule brute C15H24. Plus précisément, ce sont des sesquiterpènes. Ils sont produits chez certaines espèces végétales pour leurs propriétés antimicrobiennes et insecticides, bien qu'ils jouent également un rôle d'imitations de phéromones d'insectes. Parmi les cinq isomères de germacrènes, deux sont plus importants : le germacrène A et le germacrène D.

Les cinq différents isomères de germacrènes
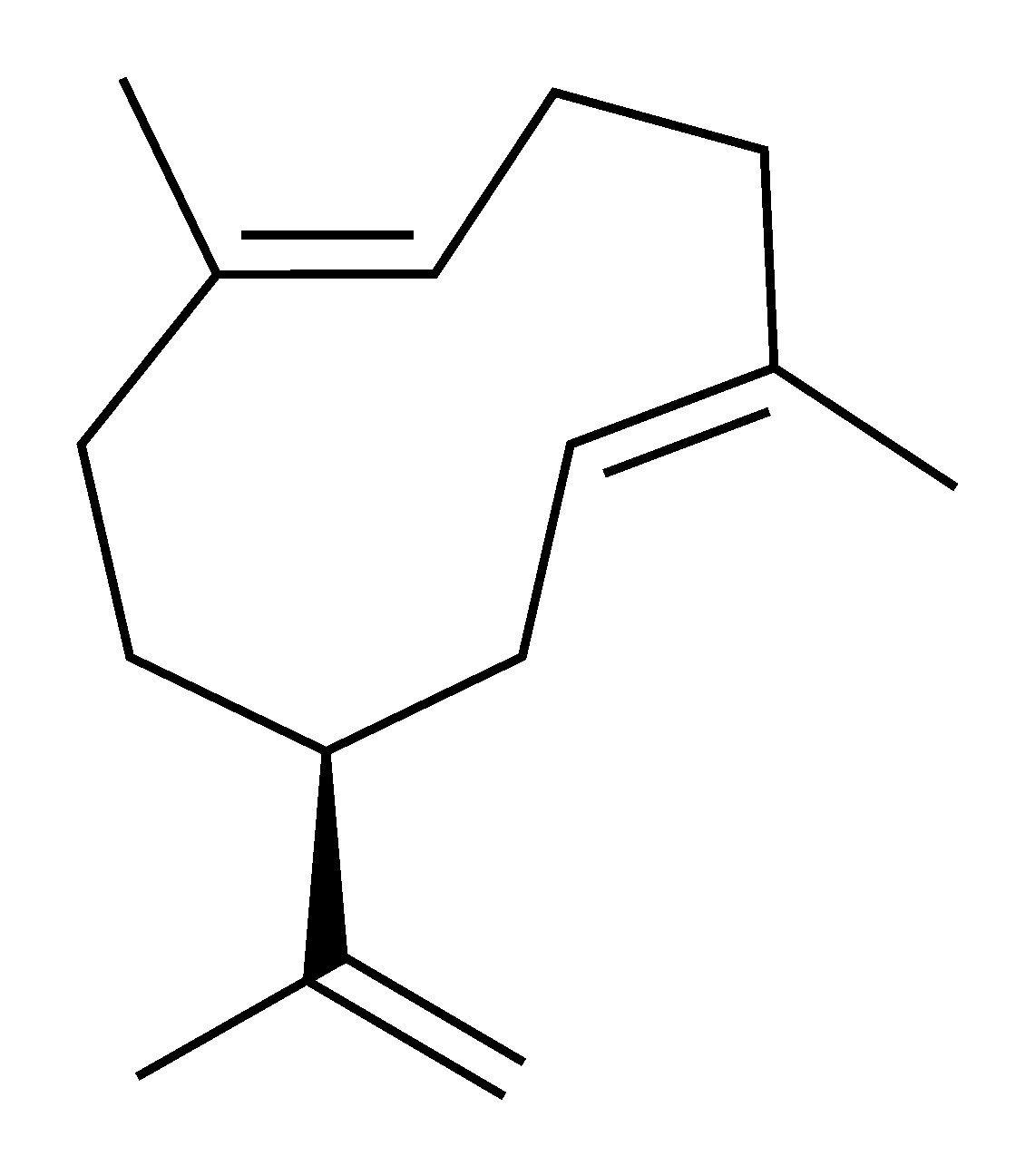
Germacrène A
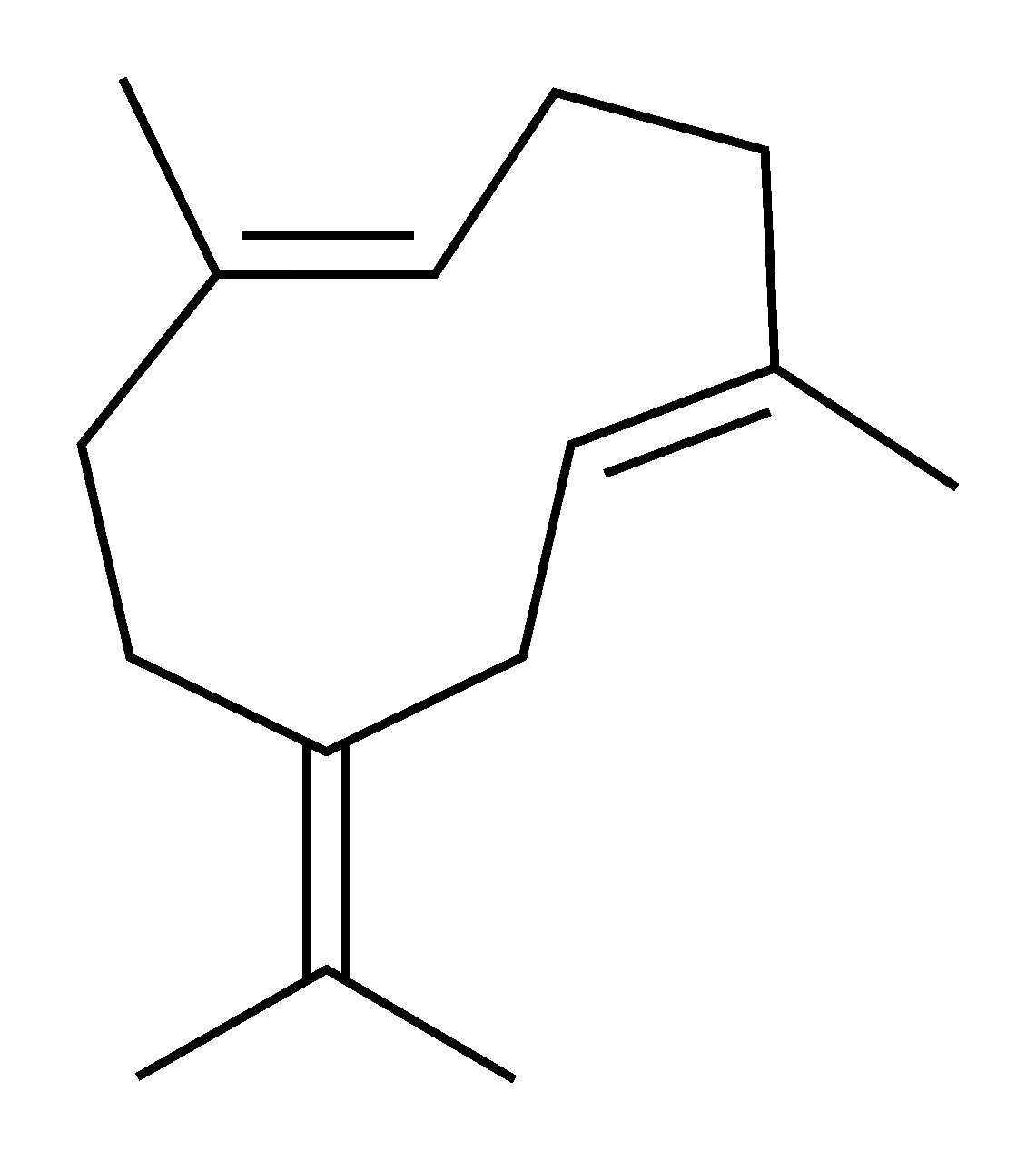
Germacrène B
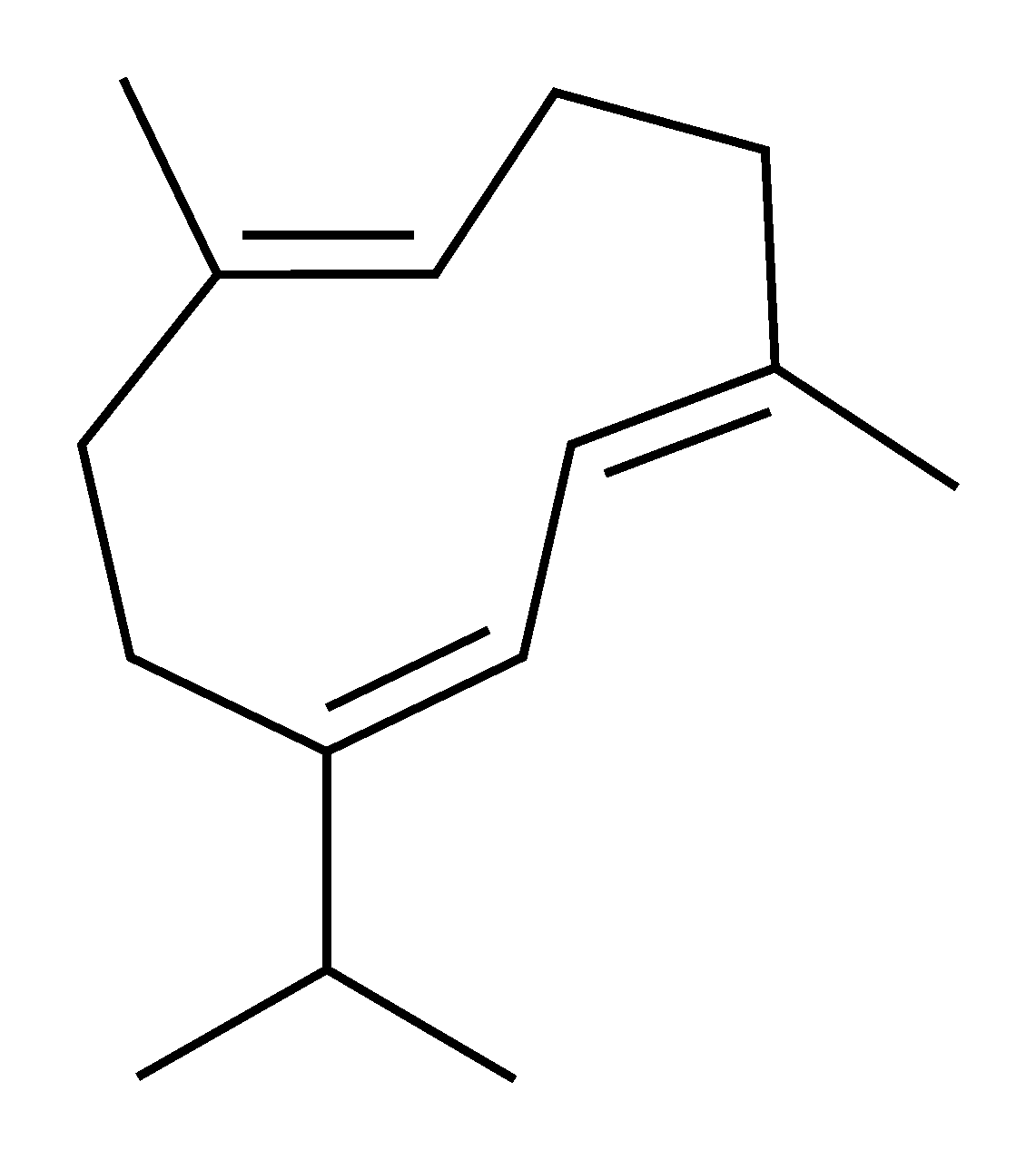
Germacrène C
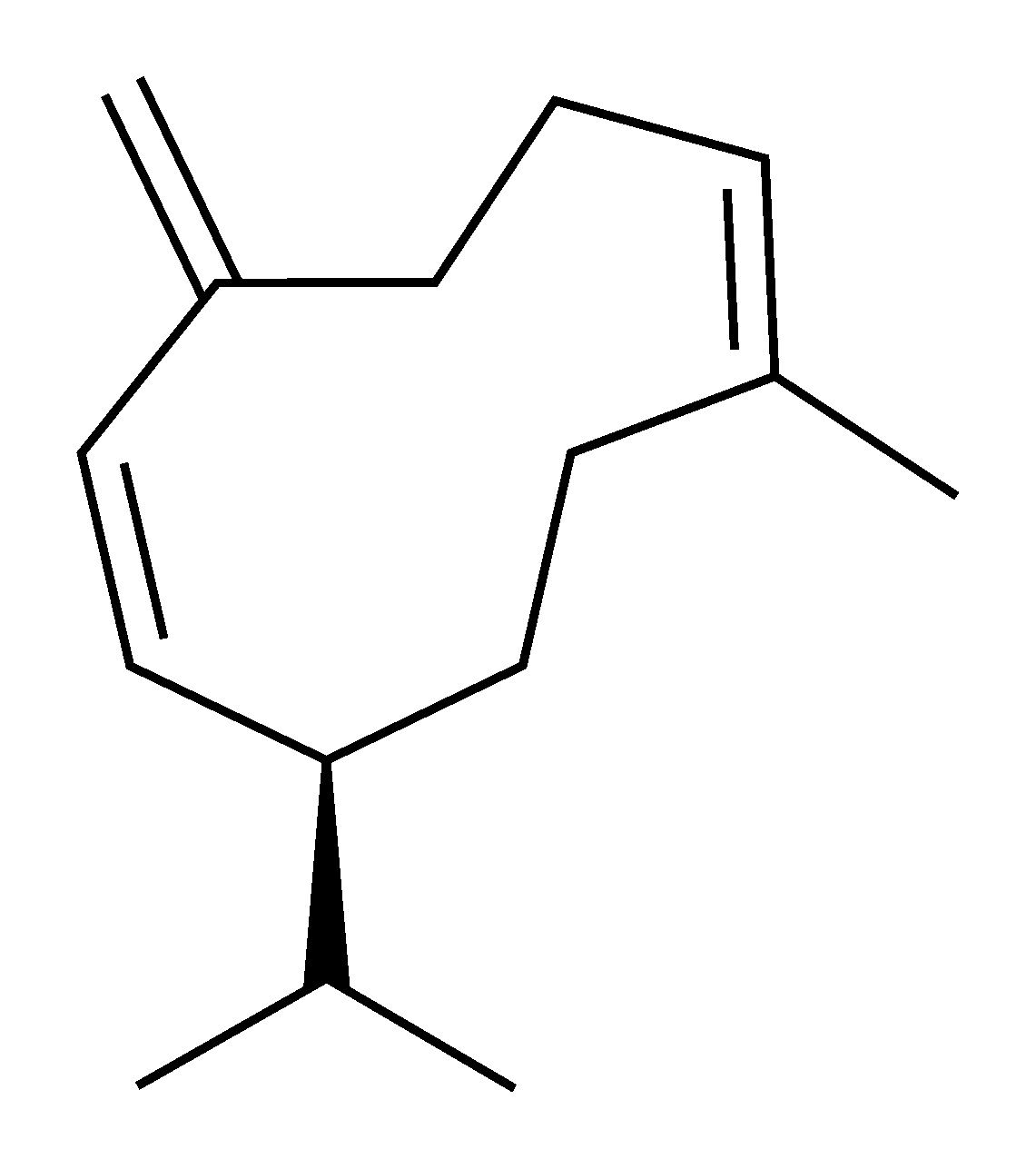
Germacrène D
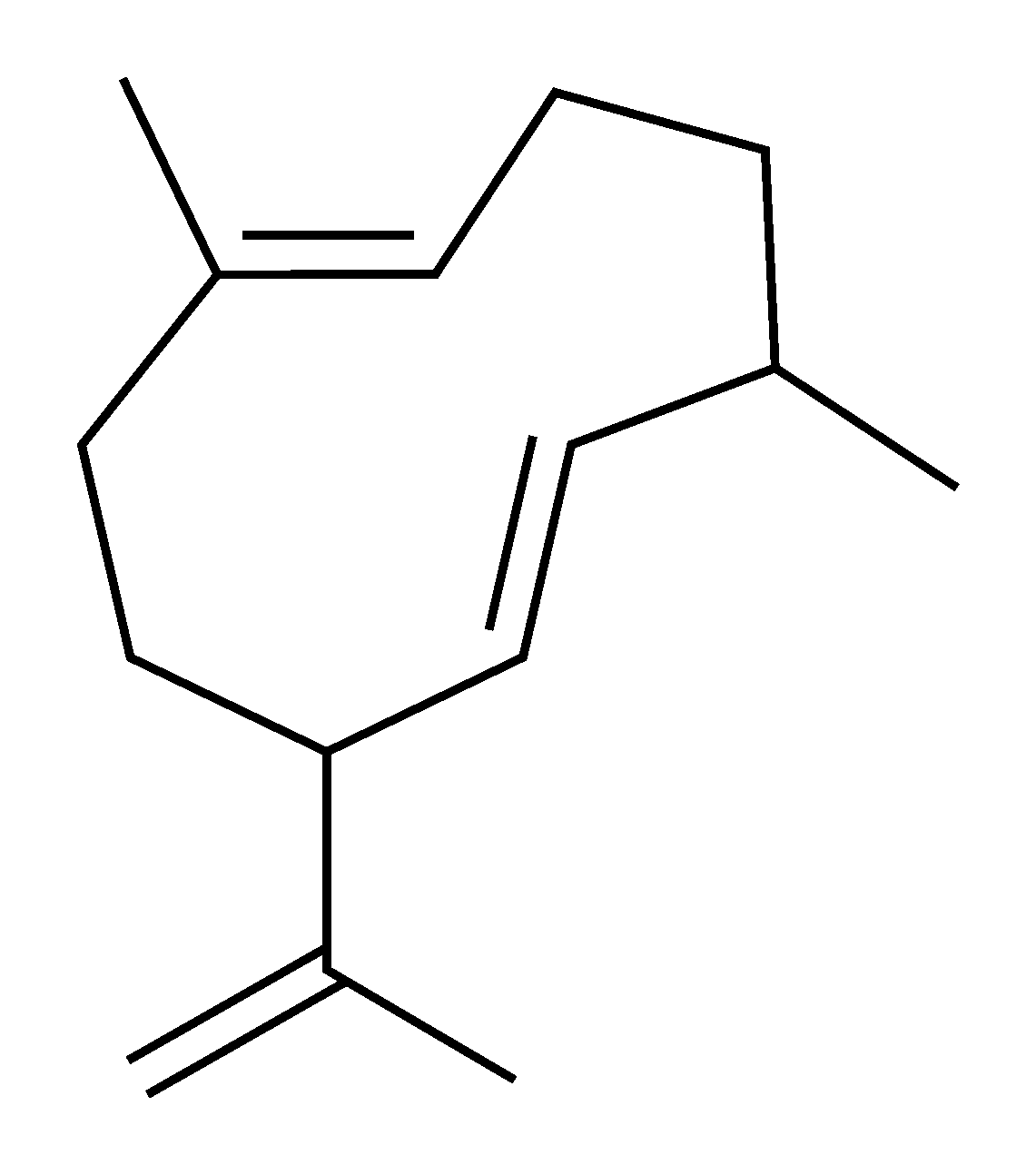
Germacrène E